# Yitzhak Gruenbaum
Yitzhak Gruenbaum (Warschau (Polen), 24 november 1879 – Gan Shmuel (Israël), 7 september 1990) was een Pools-Israëlisch politicus. Hij was tijdens het interbellum een van de voormannen van de zionistische beweging in Polen. Later was hij de eerste Israëlische minister van Binnenlandse Zaken.

## Levensloop
Gruenbaum werd geboren in Warschau. Hij studeerde rechten. In zij studententijd raakte hij betrokken met de zionistische beweging. Hij ging schrijven voor verschillende prominente joodse kranten, zoals de Hebreeuwse krant Ha-Zefirah en het weekblad Ha-Olam. Onder zijn hoofdredacteurschap nam het Jiddische dagblad Haynt een prozionistische standpunt in.
Tijdens de parlementsverkiezingen van 1919 gaf Gruenbaum leiding aan de Radicaal Zionistische Partij, beter bekend onder de naam Al Hamishmar. Hij behaalde meer dan tien procent van de stemmen en werd gekozen in het Poolse parlement, de Sejm. Samen met Apolinary Hartglas gaf hij leiding aan het Joodse blok, waarin de meeste Joodse partijen samenwerkten. Tegelijkertijd was Gruenbaum zeer kritisch op de ultraorthodoxe partij Agudat Israel.
Hierna zocht Gruenbaum de samenwerking met andere partijen die minderheden vertegenwoordigden in de Sejm, zoals de Duitsers en Oekraïners. Tijdens de parlementsverkiezingen van 1922 namen zij deel onder de naam Blok van Nationalistische minderheden met Gruenbaum als lijsttrekker. Het Blok haalde bijna zestien procent van de stemmen en was daarmee de tweede partij. Zes jaar later viel de uitslag tegen, maar haalde de partij altijd nog meer dan twaalf procent van de stemmen.
Gruenbaum verhuisde in in 1932 naar Parijs vanwaar hij een jaar later emigreerde naar Palestina. Hij werd gekozen in het bestuur van het Joods Agentschap. Na de uitbraak van de Tweede Wereldoorlog gaf hij leiding aan een uit vier man bestaand comité die de contacten met de Poolse Joden moest onderhouden en redden wat er te redden viel. Volgens de historicus Saul Friedländer zag Gruenbaum het nut niet in van de commissie en stak er daardoor weinig tijd in.
Na de oorlog raakte zijn zoon Eliezer verwikkeld in een rechtszaak in Frankrijk. Eliezer Gruenbaum had de oorlog overleefd, maar was tijdens de oorlog een kapo geweest in het vernietigingskamp Auschwitz. Hij verdedigde zich door te stellen dat dat op verzoek van andere Joden was geweest, omdat zij het liefst een volksgenoot als kapo hadden. Eliezer Gruenbaum zat acht maanden vast, waarna de rechtszaak werd geseponeerd omdat hij niet over de Franse nationaliteit beschikte. Eliezer Gruenbaum emigreerde daarna naar Palestina, maar de affaire werd door rechtse en religieuze groepen gebruikt om Yitzak Gruenbaum in diskrediet te brengen. Eliezer Gruenbaum overleed in gevechten tijdens de Arabisch-Israëlische Oorlog van 1948.
Yitzak Gruenbaum zelf werd in 1946 samen met een aantal andere leiders van het Joods Agentschap gevangen genomen en geïnterneerd in het kamp Latroen.
Gruenbaum maakte in 1948 bij het uitroepen van de Israëlische onafhankelijkheid deel uit van de voorlopige regering. Hij was een jaar lang minister van Binnenlandse Zaken. In die hoedanigheid ondertekende hij ook de Israëlische onafhankelijkheidsverklaring. Gruenbaum was een aanhanger van de socialistische Mapam. Tijdens de eerste parlementsverkiezingen nam hij met een onafhankelijke lijst deel, maar het lukte hem niet om in de Knesset gekozen te worden. In 1952 deed Gruenbaum nog een gooi naar het presidentschap, maar verloor die verkiezingen van Itzhak Ben-Zvi.